# Embleton Sundberg

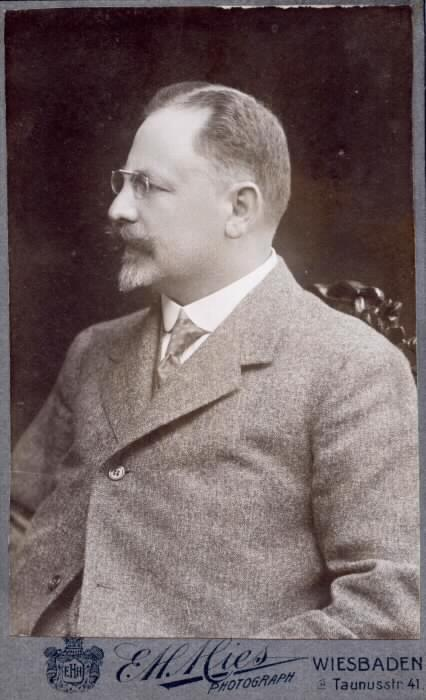
Embleton Sundberg (1862–1950).

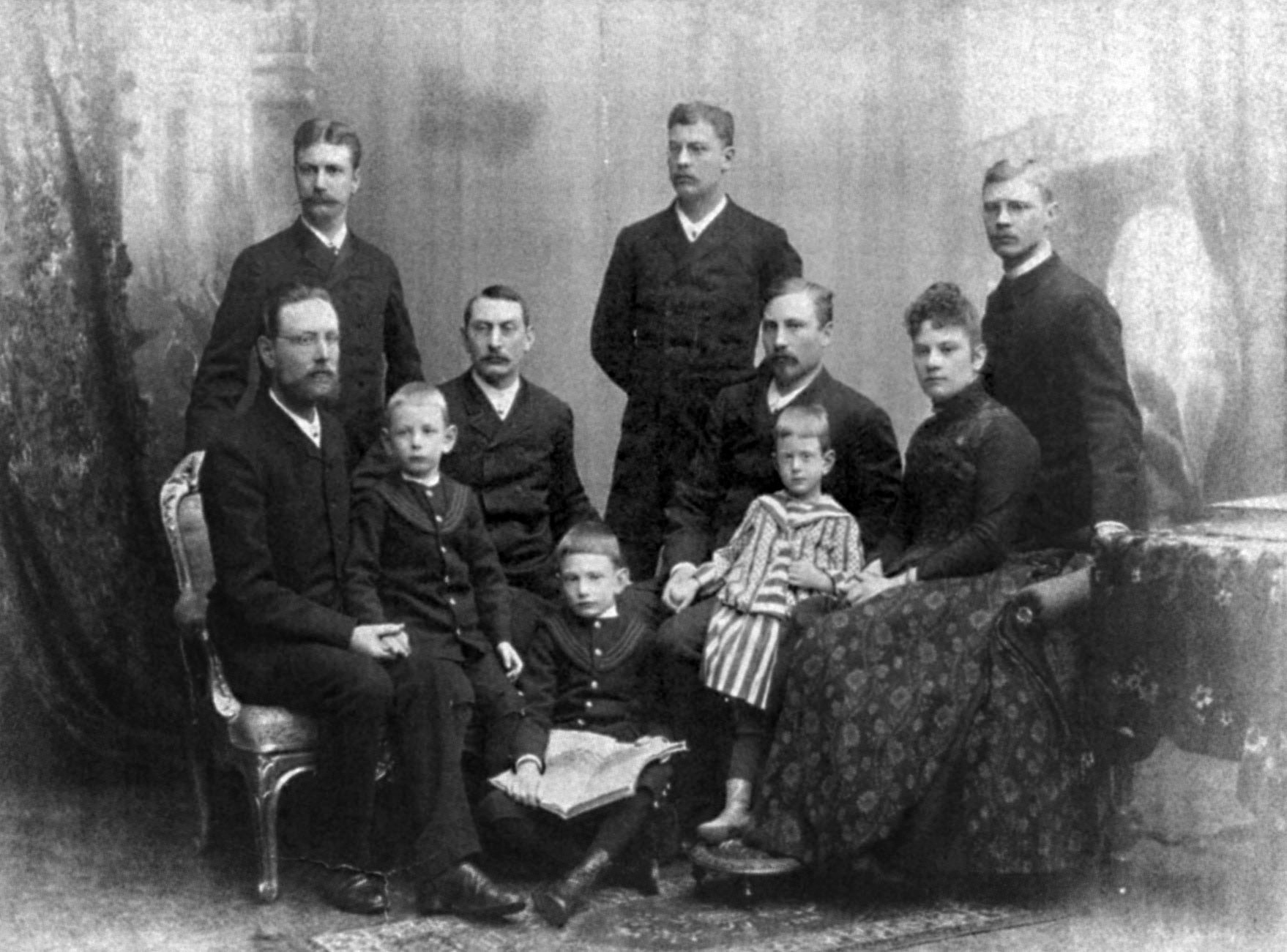
Axel och Ida Larsson med de tre barnen Lennart, Yngve och Ingrid, och Idas fem bröder Emil, Embleton, Gustaf, Arvid och Richard.

Jacob Embleton Sundberg, född 22 juli 1862 i Fors församling, Jämtland, död 7 september 1950 i Oscars församling, Stockholm, var en svensk jurist och donator, verksam i Sundsvall och sedermera bosatt i Stockholm. 

## Biografi
Sundberg var son till sågverksägaren Fredrik Sundberg och svåger med grosshandlaren Axel Larsson, och morbror till dennes son borgarrådet Yngve Larsson. Namnet Embleton kom från byn Embleton i Northumberland.
Efter studentexamen vid Härnösands högre allmänna läroverk 1881 påbörjade han juridikstudier vid Uppsala universitet, där han avlade hovrättsexamen. Sundberg, som blev vice häradshövding, verkade sedan i Sundsvall i olika befattningar, bland annat som stadsnotarie, rådman och tillförordnad borgmästare. 
Sundberg var under många år ordförande i Medelpads fornminnesförening och omhuldade särskilt "fornhemmet" på Norra Stadsberget i Sundsvall.

## Donator
Embleton Sundberg skapade en förmögenhet genom lyckosamma spekulationer på börsen, men saknade barn och testamenterade 1946 sina tillgångar till Embleton Sundbergs donationsfond vid Uppsala universitet, som nu är ett av universitetets största. Stipendier delas ut till "begåvad och flitig studerande som är svensk medborgare och avkomling till donators föräldrar eller medlem av Norrlands nation och då med företräde för studerande från Västernorrlands eller Jämtlands län".
Embleton Sundberg är begravd på Sundsvalls Gustav Adolfs kyrkogård.